# NWA World Tag Team Championship (Québec)
L'NWA World Tag Team Championship (Québec) è stato un titolo della divisione tag team della federazione Canadian Athletic Promotions associata alla National Wrestling Alliance (NWA) ed era difeso nel territorio del Québec in Canada.
Come membri della NWA le federazioni avevano il diritto di promuovere la propria versione del titolo ed erano autorizzate a creare la propria versione della cintura.

## Storia
Questo titolo di vita brevissima fu disputato solo tre volte nel 1954.

## Albo d'oro
Le righe verdi indicano che non è nota la storia del titolo in quel periodo.
| #                   | Lottatori                               | Regni | Data           | Giorni | Luogo            | Note |
| 1                   | Great Togo e Tosh Togo                  | 1     | 1954           |        |                  | |
| 2                   | Yvon Robert e Herb Trawick              | 1     | 20 aprile 1954 |        | Montréal, Québec | |
|                     |                                         |       |                |        |                  | |
| 3                   | Reggie Lisowski (Crusher) e Art Neilson | 1     | Novembre 1954  |        |                  | Detenevano il titolo NWA World Tag Team Championship (Chicago version) e sono stati ritrovati anche a Montreal. |
| Titolo abbandonato. |                                         |       |                |        |                  | |